# Daniel Berg (serieskapare)
Daniel Berg, född 1979 i Stockholm, är en svensk ekonomhistoriker, serietecknare, bokförläggare och journalist.
Berg skriver en doktorsavhandling om opiumets historia i Sverige vid Stockholms universitet.  2007 publicerade han serieboken Kassören: ett år i kassan.
I Ordfront magasin bidrar han regelbundet med artiklar om finansmarknaden och energifrågor. Han är även medlem i den svenska sektionen av ASPO.